# Dansk proteinproduktion
Dansk proteinproduktion er en dansk dokumentarfilm fra 1954 instrueret af Erik Ole Olsen efter eget manuskript.

## Handling
Det er vigtigt, at husdyrenes foder indeholder passende mængder protein. Protein er ikke et bestemt stof, men flere forskellige, der har det tilfælles, at det er opbygget af aminosyrer. Aminosyrerne skal findes i et bestemt indbyrdes forhold, for at dyrene kan få det bedst mulige udbytte af foderet. Den danske proteinproduktion kan forøges ved bedre jordbehandling, ved dyrkning af særlig proteinrige afgrøder og ved omhyggelig behandling og opbevaring af afgrøderne.